# ميا غوندرسن
ميا غوندرسن (بالنرويجية البوكمول: Mia Gundersen)‏ هي مغنية وممثلة نرويجية، ولدت في 27 أكتوبر 1961 في ستافانغر في النرويج.

## وصلات خارجية
- ميا غوندرسن على موقع IMDb (الإنجليزية)
- ميا غوندرسن على موقع ميوزك برينز (الإنجليزية)
- ميا غوندرسن على موقع ديسكوغز (الإنجليزية)
- ميا غوندرسن على موقع قاعدة بيانات الفيلم (الإنجليزية)